# اندیس شمال رزقی
شمال رزقی یک اندیس فلزی است که در حوالی شهر سلطان آباد  استان خراسان قرار دارد و مادهٔ معدنی موجود در آن، طلا است.سنگ میزبان این اندیس آندزیت، آندزیت- بازالت، آهک، رادیولاریت است  